# Zakaria Zerouali
Zakaria Zerouali (arab. زكريا الزروالي, ur. 24 maja 1978 w Barkan, zm. 3 października 2011) – marokański piłkarz, grający na pozycji lewego obrońcy. Jednokrotny reprezentant kraju.

## Klub

### Początki
Zaczynał karierę w Mouloudia Wadżda, gdzie grał do 2005 roku.

### Raja Casablanca
1 lipca 2005 roku dołączył do Raja Casablanca. Z tym zespołem zdobył mistrzostwo Maroka w sezonie 2008/2009.

### Olympic Safi
1 lipca 2010 roku trafił do Olympic Safi.

### Powrót do Casablanki
1 lipca 2011 roku ponownie dołączył do Raja Casablanca. Ponownie w tym klubie zadebiutował 22 sierpnia 2011 roku w meczu przeciwko KAC Kénitra (1:0 dla KAC). Łącznie do czasu swojej śmierci zagrał jeszcze jedno spotkanie.

## Reprezentacja
W ojczystej reprezentacji zagrał jeden mecz. Owo spotkanie odbyło się 14 listopada 2009 roku w meczu przeciwko Kamerunowi (0:2 dla rywali Maroka). Zerouali był na boisku przez 70 minut meczu, a w 15. minucie dostał żółtą kartkę.

## Śmierć
Zmarł 3 października 2011 roku we wczesnych godzinach porannych. Przyczyną śmierci było przedawkowanie paracetamolu.